# 珀肖爾
珀肖爾（英語：Pershore）是位於英國英格蘭伍斯特郡的一座集鎮，地處雅芳河畔。珀肖爾以擁有眾多優雅的喬治式建築而著稱。1964年，英國考古學委員會將珀肖爾列入51個英國值得特別保護的城鎮。

## 外部連結
- Pershore Abbey （页面存档备份，存于）
- Pershore Tourist Information （页面存档备份，存于）
- .  (第11版). London. 1911.